# Leone Nakarawa
Leone Nakarawa (wym. [leone nakaraɰa], ur. 2 kwietnia 1988 w Tavui) – fidżyjski rugbysta występujący na pozycji wspieracza, reprezentant kraju zarówno w odmianie piętnasto-, jak i siedmioosobowej. Złoty medalista olimpijski z Rio de Janeiro, brązowy medalista i dwukrotny uczestnik pucharu świata w rugby 7 oraz trzykrotny uczestnik pucharu świata w wariancie piętnastoosobowym.

## Młodość i kariera amatorska
Nakarawa pochodzi z wioski Mokoisa na wyspie Kadavu, później wychowywał się w miasteczku Tavua na Viti Levu. Uczęszczał do Vatukoula Primary School i Tavua College.
Choć grywał w rugby jako dziecko (często na pozycji środkowego), to w wieku 13 lat na polecenie rodziców skupił się na nauce. W wolnym czasie grywał w siatkówkę i touch rugby (odmianę z ograniczonym kontaktem fizycznym). Do rugby wrócił w wieku 18 lat, kiedy rozpoczął treningu z miejscową drużyną w Vatukouli, krótko przed zaciągnięciem się do wojska. Jego pierwszym zespołem było Army Green, obok Army Red jedna z dwóch wojskowych drużyn występujących w fidżyjskich rozgrywkach. W jej barwach występował w półamatorskich zawodach organizowanych przez Suva Rugby Union tak w „piętnastkach”, jak i w rugby 7. Równolegle w zmaganiach pomiędzy poszczególnymi regionami (Skipper Cup, Farebrother-Sullivan Trophy) reprezentował właśnie Suvę. W 2008 roku, po odkryciu przez selekcjonera reprezentacji Ilivasiego Tabuę został zakwalifikowany do krajowego programu High Performance Unit i otrzymał sportowe stypendium.

## Kariera klubowa
W trakcie pucharu świata w 2011 roku podano, że Fidżyjczyk zawarł porozumienie z angielskim klubem Saracens F.C. Ostatecznie kontrakt nigdy nie został wypełniony, a Nakarawa w listopadzie ponownie przystąpił do rozgrywek na Fidżi. Wspieracz trafił do Europy dopiero w sierpniu w 2013 roku, kiedy podpisał dwuletnią umowę ze szkocką drużyną Glasgow Warriors. Już w debiutanckim sezonie wystąpił w 17 spotkaniach ligi Pro12 i czterech spotkaniach grupowych Pucharu Heinekena. W rodzimej lidze ekipa z Glasgow dotarła do finału rozgrywek, w którym jednak uległa Leinster Rugby 34:12. To, co nie udało się w roku 2014, powiodło się rok później. Szkoci ponownie awansowali do finału, w którym pewnie, 31:13 pokonali Irlandczyków z Munster Rugby, po raz pierwszy w swojej historii sięgając po tytuł w lidze Pro12. Sam Nakarawa został okrzyknięty zawodnikiem meczu. W międzyczasie, przedłużył swój kontrakt do roku 2017.
Zgodnie z zarządzonym przez Scottish Rugby Union draftem sporadycznie występował w drużynach półamatorskiej Premiership – Glasgow Hawks (w sezonie 2013/2014) oraz Stirling County (2014/2015)
W kwietniu 2016 roku zespół Warriors poinformował, że przystał na rozwiązanie kontraktu Fidżyjczyka z końcem sezonu 2015/2016. Wskazywano wówczas, że nowym klubem Nakarawy najprawdopodobniej zostanie francuski Racing 92 szukający zastępstwa dla odchodzącego Luke’a Charterisa. Do podparyskiego klubu wspieracz dołączył ostatecznie w połowie września. W swoim pierwszym sezonie wystąpił w 22 spotkaniach Top 14, w których zdobył aż osiem przyłożeń, szybko stając się jedną z gwiazd zespołu. Z ekipą Racingu dotarł do półfinału ligi, gdzie ostatecznie uległ Clermont. Wynik drużynowy powtórzył w kolejnej edycji rozgrywek, kiedy to „Les Racingmen” musieli uznać wyższość Castres. W tym samym miesiącu Nakarawa wraz z francuskim klubem awansował do wielkiego finału europejskiego Pucharu Mistrzów, w którym rywalizował z Leinster. Lepsza okazała się być ekipa z Irlandii, która zwyciężyła 15:12. Nakarawa, który w pełnym wymiarze czasowym wystąpił we wszystkich dziewięciu spotkaniach swojej drużyny, po zakończeniu zmagań został wybrany najlepszym zawodnikiem na kontynencie według EPCR.
Sezon 2018/2019 po względem drużynowym był dla ekipy Racingu zdecydowanie mniej udany: zmagania tak w rodzimej lidze, jak i w europejskich pucharach zakończyła ona już na etapie ćwierćfinałów (porażka odpowiednio z La Rochelle i Stade Toulousain). Pomimo tego Nakarawa dzięki swojej imponującej formie ponownie nominowany był do miana najlepszego zawodnika w Europie.

## Kariera reprezentacyjna
W 2008 roku 20-letni Nakarawa został włączony do składu Fiji Warriors, obok Fiji Barbarians jednej z dwóch fidżyjskich drużyn o statusie zbliżonym do drugiej reprezentacji kraju. W barwach Warriors wystąpił w meczu z drugą reprezentacją Rumunii. W kwietniu 2009 roku ponownie dołączył do ekipy Fiji Warriors, tym razem na turniej Pacific Rugby Cup 2009, podczas którego zebrał bardzo dobre oceny. Po zwycięstwie w rozgrywkach, w których rywalizowało sześć drużyn (po dwie z Fidżi, Samoa i Tonga), część zawodników otrzymała powołania do pierwszej reprezentacji na zbliżający się Puchar Narodów Pacyfiku. Wśród nich znalazł się także Nakarawa. Zadebiutował, wchodząc z ławki w wyjazdowym spotkaniu z zespołem Tonga. W kolejnym meczu, z Junior All Blacks wystąpił już w podstawowym zestawieniu. W listopadzie był członkiem kadry na spotkania w Europie, wystąpił w pierwszym składzie w meczach z Irlandią i Rumunią. W pierwszej połowie 2010 roku Nakarawa ponownie uczestniczył w zmaganiach Warriors (Pacific Rugby Cup 2010). Następnie znalazł się w składzie nowo powołanej drużyny Fidżi A, w pełni oficjalnej drugiej reprezentacji. Wraz z nią brał udział w dwumeczu ze swoim odpowiednikiem z Tonga (pod nazwą Punjas Rugby Series). W dalszej części roku wrócił do pierwszej reprezentacji na mecze podczas Puchar Narodów Pacyfiku.
Rok 2011 Fidżyjczyk rozpoczął od uczestnictwa w zgrupowaniu reprezentacji w rugby 7. W maju otrzymał pierwsze powołanie, na wchodzące w skład cyklu World Sevens Series turnieje w Londynie i Edynburgu. Następnie wraz z kadrą w odmianie piętnastoosobowej rozpoczął przygotowania do zbliżającego się pucharu świata w Nowej Zelandii. Uczestniczył w kolejnej edycji Pucharu Narodów Pacyfiku oraz w kontrolnych spotkaniach z reprezentacją Tonga. W drugim, przegranym meczu Nakarawa pojawił się na boisku jako rezerwowy i zdobywając przyłożenie w ostatniej akcji spotkania, przechylił szalę zwycięstwa w dwumeczu na korzyść Fidżi. Bezpośrednio po tym meczu ogłoszony został skład reprezentacji na puchar świata – młody wspieracz znalazł się na ostatecznej 30-osobowej liście. Podczas nowozelandzkiego turnieju Nakarawa rozpoczął wszystkie cztery mecze swojego zespołu, notując przyłożenie w pierwszym pojedynku z Namibią. Dobre występy sprawiły, że występujący wciąż w rodzimej lidze zawodnik na stałe zadomowił się w pierwszym składzie reprezentacji.
W 2012 roku ponownie brał udział w Pucharze Narodów Pacyfiku. Rok później uczestniczył w niektórych turniejach „siódemek” z cyklu Sevens Series (w Hongkongu, Tokio, Glasgow i Londynie), w którym Fidżyjczycy zajęli ostatecznie 3. miejsce. Zwieńczeniem sezonu reprezentacyjnego był rozgrywany w Moskwie puchar świata. Reprezentacja Fidżi z Nakarawą w składzie dotarła wówczas do półfinału (porażka z Nową Zelandią), ostatecznie zdobywając brązowy medal po zwycięstwie nad Kenią. Pod koniec listopada zawodnik wystąpił w swoim jedynym w tym roku meczu reprezentacji „piętnastek”, kiedy ta z okazji 100-lecia fidżyjskiego rugby na Twickenham Stadium mierzyła się z Barbarian F.C.
W 2014 roku ponownie wziął udział w Pucharze Narodów Pacyfiku, jak również w barażu o awans do kolejnej edycji pucharu świata. W meczu z Wyspami Cooka, zwycięzcą Oceania Cup 2013 Fidżyjczycy rozgromili swoich rywali 108:6 i zakwalifikowali się do turnieju rozgrywanego w kolejnym roku na angielskich boiskach. W lipcu i sierpniu 2015 roku Nakarawa z drużyną zwyciężył w rozgrywanym w poszerzonym składzie Pucharze Narodów Pacyfiku. W spotkaniach z Samoa – tak w fazie zasadniczej, jak i w wielkim finale – wspieracz zdobył po dwa przyłożenia. Niedługo później zawodnik otrzymał powołanie do kadry na puchar świata. Podczas mistrzostw Fidżyjczycy rywalizowali z bardzo wymagającymi rywalami: Anglią, Australią i Walią. Nakarawa wystąpił w podstawowym składzie we wszystkich czterech meczach grupowych – w ostatnim z nich (jedynym wygranym), z Urugwajem urodzony w Tavui zawodnik zdobył jedno z przyłożeń swojej ekipy. Po fazie grupowej Nakarawa przewodził w turniejowych statystykach w kategorii podań po szarży (offloads) i odbiorów piłki w rucku. Był także jednym z najlepszych zawodników w grze otwartej. Po zakończeniu zmagań został wybrany do oficjalnej „drużyny marzeń” rozgrywek.
W kolejnym roku Nakarawa łączył występy w reprezentacjach piętnasto- i siedmioosobowej. W czerwcu wystąpił w obu spotkaniach Pucharu Narodów Pacyfiku (zwycięstwo reprezentacji Fidżi). Jednocześnie wraz z reprezentacją „siódemek” rozpoczął przygotowania do turnieju olimpijskiego. Wystąpił w turnieju Paris Sevens, a kadra Fidżi ostatecznie zwyciężyła w całorocznych zmaganiach. Znalazł się także w składzie reprezentacji na Igrzyska Olimpijskie w Rio de Janeiro. W czasie turnieju Fidżyjczycy dotarli do finału, pokonując po drodze między innymi reprezentację Japonii. W spotkaniu decydującym o medalach drużyna z Oceanii nie dała szans Wielkiej Brytanii (wynik 43:7), a Nakarawa zdobył jedno z przyłożeń. Wywalczony przez rugbystów krążek był pierwszym medalem olimpijskim w historii Fidżi.
W kolejnych sezonach reprezentacyjnych Nakarawa ponownie występował w reprezentacji piętnastoosobowej. W czerwcu 2017 roku uczestniczył w wygranych meczach testowych ze Szkocją czy Włochami. Miesiąc później ponownie sięgnął po Puchar Narodów Pacyfiku, zdobywając przyłożenia w obu spotkaniach turnieju. Dzięki turniejowemu zwycięstwu reprezentacja Fidżi wywalczyła awans na kolejny puchar świata w 2019 roku. Triumf w rozgrywkach Pucharu Narodów Pacyfiku Nakarawa wraz z drużyną powtórzył w roku 2018 (czwarte zwycięstwo Fidżi z rzędu). Następnie w lipcu uczestniczył w rozgrywanym w San Francisco pucharze świata w rugby 7. Pełnił tam funkcję wicekapitana reprezentacji, a jego drużyna po porażce z Południową Afryką zajęła ostatecznie miejsce czwarte.
W roku 2019 Nakarawa podczas kolejnej edycji Pucharu Narodów Pacyfiku pod nieobecność Dominiko Waqaniburotu w spotkaniu z Kanadą po raz pierwszy w swojej karierze pełnił funkcję kapitana reprezentacji. Niedługo po zakończeniu zmagań (Fidżi zajęło drugie miejsce, za Japonią) wspieracz Racing 92 znalazł się w składzie reprezentacji na puchar świata. Podczas turnieju w Japonii Fidżyjczycy zajęli trzecie miejsce w grupie, wygrywając zaledwie jedno spotkanie. Ich porażka w meczu z Urugwajem, w którym Nakarawa został wystawiony do gry na nietypowej dla niego pozycji wiązacza, stanowiła jedną z największych niespodzianek fazy grupowej.

### Statystyki
Stan na 9 października 2019 r. Statystyki dotyczą reprezentacji piętnastoosobowej.
Występy na arenie międzynarodowej
| Drużyna narodowa | Rok  | Mecze | Punkty |
| ---------------- | ---- | ----- | ------ |
| Fidżi            | 2009 | 3     | 0      |
| Fidżi            | 2010 | 2     | 0      |
| Fidżi            | 2011 | 7     | 10     |
| Fidżi            | 2012 | 6     | 0      |
| Fidżi            | 2013 | 1     | 0      |
| Fidżi            | 2014 | 6     | 0      |
| Fidżi            | 2015 | 10    | 25     |
| Fidżi            | 2016 | 4     | 5      |
| Fidżi            | 2017 | 8     | 20     |
| Fidżi            | 2018 | 6     | 0      |
| Fidżi            | 2019 | 8     | 5      |
| Suma             | Suma | 61    | 65     |

Przyłożenia na arenie międzynarodowej
| Lp. | Data                | Miejsce                                 | Przeciwnik | Rozgrywki                          |
| --- | ------------------- | --------------------------------------- | ---------- | ---------------------------------- |
| 1.  | 11 sierpnia 2011    | Churchill Park, Lautoka                 | Tonga      | mecz testowy (Punjas Rugby Series) |
| 2.  | 10 września 2011    | Rotorua International Stadium, Rotorua  | Namibia    | Puchar Świata w Rugby 2011         |
| 3.  | 24 lipca 2015       | Cal Expo Field, Sacramento              | Samoa      | Puchar Narodów Pacyfiku 2015       |
| 4.  | 24 lipca 2015       | Cal Expo Field, Sacramento              | Samoa      | Puchar Narodów Pacyfiku 2015       |
| 5.  | 3 sierpnia 2015     | Swangard Stadium, Burnaby               | Samoa      | Puchar Narodów Pacyfiku 2015       |
| 6.  | 3 sierpnia 2015     | Swangard Stadium, Burnaby               | Samoa      | Puchar Narodów Pacyfiku 2015       |
| 7.  | 6 października 2015 | Stadium MK, Milton Keynes               | Urugwaj    | Puchar Świata w Rugby 2015         |
| 8.  | 19 listopada 2016   | Twickenham Stadium, Londyn              | Anglia     | mecz testowy                       |
| 9.  | 8 lipca 2017        | Teufaiva Sport Stadium, Nukuʻalofa      | Tonga      | Puchar Narodów Pacyfiku 2017       |
| 10. | 15 lipca 2017       | Apia Park, Apia                         | Samoa      | Puchar Narodów Pacyfiku 2017       |
| 11. | 11 listopada 2017   | Stadio Angelo Massimino, Katania        | Włochy     | mecz testowy                       |
| 12. | 25 listopada 2017   | Parc des Sports et de l’Amitié, Narbona | Kanada     | mecz testowy                       |
| 13. | 3 sierpnia 2019     | Stadion Narodowy, Suva                  | Kanada     | Puchar Narodów Pacyfiku 2019       |

## Styl gry
Nakarawa jako jeden z niewielu rugbystów łączy w swojej grze zachowania typowe dla zawodników młyna w czasie stałych fragmentów gry – młynów dyktowanych czy formacji autowych – z zagrywkami zawodników formacji ataku. Podczas gry obronnej angażuje się w walkę w przegrupowaniach, starając się przejąć piłkę. W czasie gry otwartej chętnie korzysta ze swoich warunków fizycznych: wzrostu, siły ale też szybkości i zwinności, regularnie uczestnicząc w akcjach ofensywnych. W większym stopniu niż inni gracze na jego pozycji angażuje obronę rywali – celowo skupia na sobie uwagę kilku przeciwników, by w ostatniej chwili oddać piłkę.
To właśnie podania po szarży (offloads) stanowią jego znak rozpoznawczy. Zdaniem wielu umiejętność, którą rozwinął jako gracz rugby 7 sprawiła, że w tym elemencie był najlepszym zawodnikiem na świecie. Z uwagi na swój wzrost wynoszący około dwóch metrów, Nakarawę niezwykle trudno powstrzymać. Umyślnie pozwala się zaszarżować, nierzadko trzymając przy tym piłkę jednorącz uniesioną ponad głową. Dzięki temu jest w stanie celnie podać piłkę do wolnego kolegi z drużyny nawet w sytuacji, gdy atakowany jest przez więcej niż jednego rywala. Niejednokrotnie w turniejowych statystykach dotyczących takich zagrań Nakarawa ze sporym prowadzeniem plasował się na pierwszym miejscu.
Z uwagi na to, że niedokładnie wykonane podanie po szarży grozi stratą piłki i akcją punktową rywali, a także ze względu na fakt, że Nakarawa jako silny zawodnik jest w stanie przebijać się przez linię obrony przeciwników, niekiedy Fidżyjczyk nakłaniany był do ograniczenia liczby ryzykownych podań. Członkowie sztabu szkoleniowego Glasgow Warriors w wypowiedziach dla mediów ujawnili, że przed meczem finałowym Pro12 w roku 2015 zobowiązali Nakarawę, by ten skupił się na przerywaniu obrony bez podań po szarży. Zawodnik nie zastosował się do poleceń trenera, a szkocka drużyna wygrała, gdy jego podaniach zdobyła dwa przyłożenia.
W młodości idolem Nakarawy był reprezentant Fidżi występujący w trzeciej linii młyna Semisi Naevo.

## Nagrody i wyróżnienia
- Order Fidżi (2016)[84]
- nagroda Pacific Island Players Association (PIPA) dla Fidżyjskiego Zawodnika Roku według Zawodników (2015)[27]
- nagroda Pacific Island Players Association dla Zawodnika Roku z Wysp Pacyfiku (2015)[27]
- nagroda European Professional Club Rugby dla Najlepszego Zawodnika w Europie
  - 2018[37]
  - 2019 (nominacja)[40]

## Życie osobiste
Wychowywał się wraz z piątką rodzeństwa, dwiema siostrami i trzema braćmi. Jego ojciec, Leone senior, pracował jako inżynier w kopalni złota w Vatukouli. Pracę stracił w 1991 roku wskutek strajku pracowników, który przerodził się w kilkudziesięcioletni konflikt załogi i właścicieli. Nakarawa senior także grywał w rugby w regionalnych drużynach Kadavu i Suvy, jednak z uwagi na zobowiązania służbowe nie zdołał zadebiutować w reprezentacji kraju.
Leone w wieku 18 lat wstąpił do fidżyjskiej armii. W związku z sankcjami nałożonymi na Fidżi po zamachu stanu w 2006 roku Nakarawa jako czynny żołnierz nie mógł wjechać na terytorium Nowej Zelandii. Aby wziąć udział w pucharze świata w 2011 roku, rugbysta formalnie wystąpił z wojska. Niemniej wkrótce po zakończeniu turnieju ponownie reprezentował barwy wojskowej drużyny Army Green. Po transferze do Szkocji zawodnik otrzymał wezwanie do stawiennictwa w macierzystej jednostce na Fidżi i złożenia oficjalnej rezygnacji oraz ostatecznego rozliczenia kwestii formalnych związanych z jego wyjazdem z kraju na stałe. Po przybyciu został zamknięty w koszarach, co miało trwać trzy tygodnie. Ostatecznie przymusowy pobyt skrócono o 2/3 po tym, jak wystąpił w wygranym spotkaniu wojskowego klubu w krajowych rozgrywkach rugby. Po zwycięstwie w plebiscycie na najlepszego zawodnika w Europie w 2018 roku otrzymał awans do rangi porucznika (lieutenant).